# Palais de Beaulieu

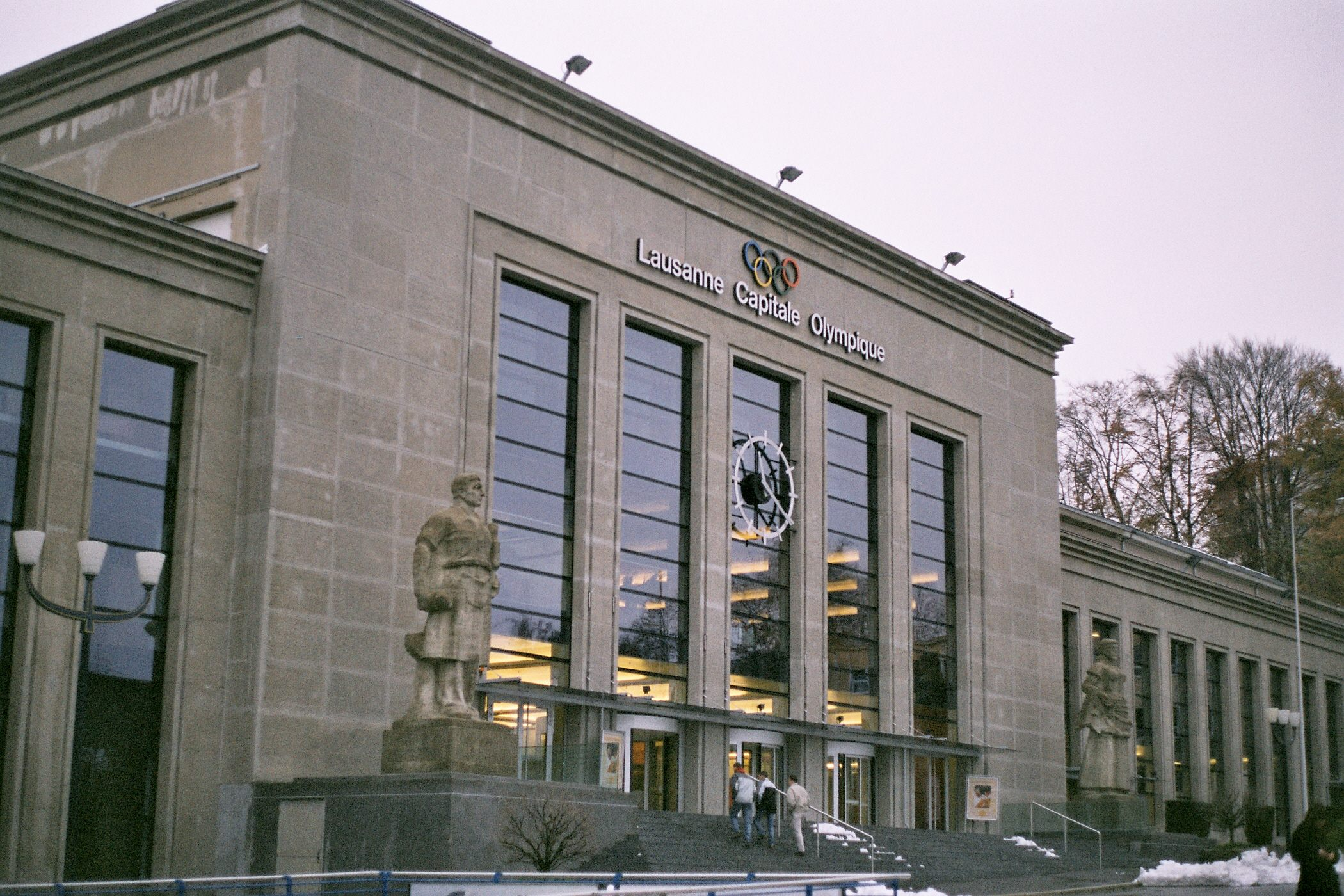
Das Palais de Beaulieu

Das Palais de Beaulieu ist das historische Gebäude und Wahrzeichen des Messe- und Kongresszentrums in Lausanne, Kanton Waadt, in der Schweiz. Es ist ein Kongresszentrum, in dem hauptsächlich Kongresse und kulturelle Veranstaltungen stattfinden. Im Palais befindet sich auch das Théâtre de Beaulieu mit 1.844 Sitzplätzen und ist damit das grösste Theater der Schweiz. Im Palais de Beaulieu findet turnusmässig der Tanzwettbewerb Prix de Lausanne statt. 1989 wurde in den Hallen 6 + 7 des Palais der Concours Eurovision de la Chanson ausgetragen. Das Palais beherbergt auch den Sitz des regionalen Fernsehsenders La Télé mit seinem Studio und den Büros sowie den Sitz der Balletttruppe Béjart Ballet Lausanne. 
Das im gleichnamigen Stadtteil von Lausanne gelegene Messe- und Kongresszentrum Beaulieu verfügt über eine Grundstücksfläche von mehr als 6 Hektaren, eine Gesamtfläche im Gebäude von 100'000 m² und 12'000 m² Gärten, die für die Öffentlichkeit zugänglich sind. Das Messe- und Kongresszentrum bietet etwa zwanzig variable Räume und Hallen und wird von der MCH Group verwaltet.

## Geschichte
1916 fand in Lausanne auf Initiative des Schweizer Handels- und Industrievereins, der Industrie- und Handelskammer des Kantons Waadt und mit Unterstützung der Stadt Lausanne die erste Schweizer Mustermesse „Comptoir Vaudois d'échantillons“ statt. Diese damals neue Vorgehensweise sollte sich in der Zukunft etablieren. Das erste Comptoir suisse fand im September 1920 statt. Seit diesem Jahr konnte nur eine einzige Veranstaltung nicht stattfinden, im Jahr 1939, aufgrund des Kriegsausbruchs. Bemerkenswert ist, dass die erste offizielle Veranstaltung der NASA in Europa im Rahmen des Comptoir Suisse von 1962 stattgefunden hat.
Das Palais, das zum Hauptgebäude werden sollte, stammt aus dem Jahr 1921. Seit 1957 trägt es die Bezeichnung Palais de Beaulieu. Davor, während des Zweiten Weltkriegs, waren hier Kriegsgefangene untergebracht. Von 1949 an wurde zwischen Stadtverwaltung und Société Coopérative du Comptoir Suisse der Bau eines Theatersaals diskutiert und 1954 konnte das Théâtre de Beaulieu eröffnet werden. Es ist der Hauptveranstaltungsort des Béjart Ballet Lausanne, des Orchestre de la suisse romande und des Theaters La Paternelle. 
Auf der Westseite des Standorts entstanden von 1920 bis 1940 neue Gebäude. Von 1950 bis 1954 wurden die Bereiche im Süden und Osten ausgebaut. Die Nord-Hallen wurden 1960 gebaut. Es folgten verschiedene Renovierungen. So finden im Kongresszentrum Beaulieu, neben dem Comptoir Suisse, immer mehr Kongresse, Kulturveranstaltungen und Wirtschaftsevents statt. 
Seit dem Jahr 2000 gehört der Standort Beaulieu einer Stiftung des öffentlichen Rechts, der Fondation de Beaulieu, die gemeinschaftlich gegründet wurde, durch den Kanton Waadt, die Stadt Lausanne und die Agglomerationsgemeinden (Lausanne Région und die Union der Gemeinden des Waadtlands UCV). Die Stiftung Beaulieu ist zuständig für Instandhaltung, Renovierung und Logistik, aber auch für die strategische und wirtschaftliche Entwicklung des Standorts. Sie managt auch die Kongresse und Veranstaltungen und, in Zusammenarbeit mit der Opus One SA, das Théâtre de Beaulieu. Der Mieter MCH Beaulieu Lausanne SA, Nachfolger der Société Coopérative du Comptoir Suisse, managt die Ausstellungen und betreibt die „Halles Sud“. Seit 2006 ist die Eldora Traiteur SA, Tochter der Gruppe Eldora SA und vormals DSR, für die Gastronomie des Standorts zuständig.
Die Stiftung Beaulieu hat das Renovierungsprogramm Beaulieu 2020 initiiert, mit einer Laufzeit von 2000 bis 2020. In diesem Rahmen erfolgten seit 2001 die Renovierungen des Palais. Die Halles Sud wurden 2010 erneuert. 2014 hat die Lausanner Stimmbevölkerung das Projekt für einen Turm im Ost-Bereich, den Taoua-Turm, mit einem Restaurant und einem Hotel abgelehnt. Diese Ablehnung führte zu einer Neuorganisation des Projekts Beaulieu 2020 und der beteiligten Partner. Seit 2014 findet eine Neuzuweisung der Räume im Palais de Beaulieu statt. Künftig werden das Institut et Haute Ecole de la Santé La Source, der Internationale Sportgerichtshof und ein öffentliches Restaurant hier Raum finden.